# 光明之風
《光明之風》为世嘉开发的動作角色扮演遊戲，对应平台为PlayStation 2，于2007年在日本发售。本作为光明與黑暗系列的其中一作，前作是《光明之泪》。

## 剧情
夢幻大陸「恩迪亞斯」（夢幻大陸エンディアス）是個由人的「想法」所結昌而成的異世界，由人類之國、獸人之國和妖精之國各自統治所擁有的領土，名叫利貝利亞的地區。原本平靜祥和的，由於「混沌之門」的突然開啟而面臨毀滅的危險。而有著關閉混沌之門力量的「心劍士」就背負起了拯救世界的命運。

## 主要角色

### 獨立傭兵騎士團露米那斯
霧谷魁斗（Kiriya Kaito，聲：石田彰）
本作的主人公。「七色的心劍使」
椎名夏音（Seena Kanon，聲：水樹奈奈）
「紅蓮的藝術家」開朗活潑，不加思考直接付諸行動的熱血少女。和霧谷一起被召喚到利貝利亞，是夥伴中最先將心劍託付給霧谷的人。擔任獨立傭兵騎士團露米那斯的團長。是光明之刃主角雷吉的姐姐。
鳳明（Houmei，聲：齋藤千和）
「龍泉鄉的仙女」隱居於秘境崑崙的仙女，同時身為負責管理青嵐內的天水之塔的巫女。原型是《三國演義》裡的孔明。成為傭兵騎士團露米那斯的軍師。

### 聖菲利亞斯王國
為信奉著一位過去和傳說中的心劍士一起解救世界的聖女蜜娜絲的宗教國家。是個相當排外的國家。由於前任國王遭獸人族暗殺，因此與獸人族之間的交情逐漸惡化。
柯拉拉克蘭·菲利亞斯（Clalaclan Philiath，聲：川澄綾子）
「手持光輝之盾的聖公主」聖菲利亞斯王國的公主，也是王室的傳家之寶神聖武具「聖女米那斯之盾」的繼承者。
卡利斯·菲利亞斯（Caris Philiath，聲：白石涼子）
「手持秘劍的聖王子」柯拉拉克蘭的弟弟，聖菲利亞斯王國的王子。因被獸人族的毒箭射中而生了怪病，為鳳明所治好。
萊迪爾（Raidel，聲：掛川裕彥）
「聖騎士的元老」。聖菲利亞斯王國的司祭。元聖騎士團總長。

### 通商聯合國家青嵐
由眾多透過海上貿易等累績財富的獸人部族所構成的聯合國家，首都為韓幽。過去因部族間的抗爭導致長期戰亂，最後由海盜王羅巖以武力完成統一。
秋月蒼真（Souma，聲：保志總一朗）
「銀月的心劍士」。和霧谷是同一世界的人類，也是好朋友。被傳送到異世界後，在偶然機會下受到青嵐國的照顧，因故和霧谷成為拔刀相向的敵手。能力方面不比冰雲和雷飛遜色。
吳羽冬華（Touka Kureha，聲：堀江由衣）
「日輪巫女」。和霧谷是同一世界的人類。歷經曲折的遭遇後，置身於與霧谷敵對的陣營當中。
冰雲（Hyouun，聲：中井和哉）
「冰鱗輝龍將」，龍人族。青嵐五獸將之一，原型是《三國演義》裡蜀軍五虎將的趙雲。性格非常熱情、直率，稱呼鳳明為「姊姊」。
羅巖（Rouen，聲：稻田徹）
「蒼海的武王」。通商聯合國家青嵐的國王。據說他原本是海盜，以手中的雙刀統治獸人而成為國王。
休曼利（Syumari，聲：神谷浩史）
「狡猾的陰獸」。狐獸人。原型是《三國演義》裡的司馬懿。
炎羽（Enu，聲：田中一成）
「灼熱炎翼將」。紅孔雀鳥人。青嵐五獸將之一，原型是《三國演義》裡蜀軍五虎將的關羽。擔任五獸將領隊及青嵐國新任宰相。
雷飛（Raihi，聲：今村直樹）
「轟雷虎豹將」。虎獸人。青嵐五獸將之一，原型是《三國演義》裡蜀軍五虎將的張飛。個性比冰雲急躁。
馬相（Basou，聲：坂熊孝彥）
「狂嵐人馬將」。半人馬。青嵐五獸將之一，原型是《三國演義》裡蜀軍五虎將的馬超。重視武力，對他來說最期待的事情就是和心劍士戰鬥。
甲龍（Kouryu，聲：麻生智久）
「穿弓龜甲將」。龜龍人。青嵐五獸將之一，原型是《三國演義》裡蜀軍五虎將的黃忠。守護天水之塔的老人，為五獸將之中年紀最大，對鳳明的忠誠度比冰雲還高。
刃九郎（Jin-Crow，聲：江川央生）
。本來是為青嵐國效力，據說在某次事件中失去一邊的翅膀後便下落不明。

### 魔裝鍊金帝國貝魯加爾德
因挖掘出埋藏在利貝利亞大地中的古代文明兵器並運用該兵器力量而興起的軍事強權，由同樣和霧谷來自異界的黃金心劍．皇帝杜雷哈統治。
杜雷哈特（Traihard，聲：置鮎龍太郎）
「黃金的心劍皇帝」。率領貝爾加爾德帝國的年輕皇帝，原本和霧谷、蒼真同屬異世界的居民。和兩人算是舊識，特別對霧谷的實力有很高的評價。雖屬於智勇雙全的優異人士，但過於自信，有時會不聽他人的勸告。
捷克蒂·艾音（Xecty Ein，聲：桑島法子）
「疾風的戰鬥妖精」。在故事初期和霧谷相遇，給予霧谷靈樹種子的少女。之後以貝爾露爾德四皇劍的身份阻擋在霧谷的面前。
奇爾連恩（Killrain，聲：綠川光）
「吹雪精靈使」。和潔克蒂首次見面的時候，在她身邊像家長一樣的妖精貴公子就是他。在貝爾加爾德擔任參謀，對於同胞以外的事物非常冷酷無情。
吉德（Zeed，聲：草尾毅）
「黒雷的魔劍士」。因某種理由而與魔劍定下契約，效力於貝爾加爾德。擅長接近戰。
希爾達蕾雅（Hildareia，聲：佐久間紅美）
「業火的鍊金術師」。在貝爾加爾德帝國從事各種兵器改良的天才開發者。和杜雷哈特一起來到此世界的異世界人，和霧谷、蒼真兩人算是舊識
捷克蒂E·V·E（Xecty E·V·E，聲：桑島法子）
外表和潔克蒂相似的E·V·E，是以潔克蒂為基礎所開發的古代戰鬥機械。比潔克蒂更為冷漠、冷酷，武器為大鐮刀。

## 主題歌
- 水樹奈奈 《Heart-shaped chant》

## 動畫
《光明之淚X風》（Shining Tears X Wind）自2007年4月6日開始在日本放映。故事內容講述《光明之淚》與《光明之風》之間的交差，兩個遊戲中的人物均有出現在動畫內。

## 外部連結
- 光明之風* （页面存档备份，存于）